# 平見瞠
平見 瞠（ひらみ みはる、4月7日 - ）は、日本の脚本家。
日本脚本家連盟会員。横浜放送映画専門学院（現・日本映画大学）のシナリオゼミに学んだ。

## 主な作品
※特記のない作品は脚本を担当。

### 戯曲
- 1986年「正直な生活」（劇団ミラクルパラダイス、明石スタジオ）
- 1987年「STILL TIME」90年「BUT NOT FOR ME（原案）」（劇団SHA・LA・LA、駒場アゴラ劇場）
- 1987年「オムニバスミュージカル・武器屋」（フリーアトム、青山円形劇場）

### 演劇
- 1986年「吉ちゃんの黄色いカバン」（演出助手）

### 映画
- 「松竹アニメ映画大会・トイレの花子さん」
- 「たまゆら〜卒業写真〜」
- 「君はまだ、無名だった。」

### テレビドラマ
- 「劇的空間・サイバネティックニュース」（NTV）
- 「顔」（CX）
- 「マエストロ」（WOWOW)
- 「スーパーテレビ特別版・衝撃犯罪と未解決事件」（NTV、構成）

### テレビアニメ
- ジャングル大帝（1989年、シリーズ構成[注釈 1]）
- こどものおもちゃ（1996年 - 1998年、シリーズ構成[注釈 2]）
- おじゃる丸（1998年 - ）
- こちら葛飾区亀有公園前派出所（1996年 - 2004年)
- だぁ!だぁ!だぁ! (2000年3月 - 2002年2月、全78話中13話執筆)
- カレイドスター（2003年4月 - 2004年3月、全51話中13話執筆）
- 苺ましまろ（2005年、2007年）
- レ・ミゼラブル 少女コゼット（2007年）
- ヤッターマン（2008年、全60話中4話）
- クッキンアイドル アイ!マイ!まいん!（2009年 - 2012年、シリーズ構成）
- アイカツ!（2013年 - 2015年、全178話中13話[注釈 3]）
- ゆゆ式（2013年、第6話[注釈 4]）
- はんだくん (2016年7月 - 9月、全12話中3話執筆)
- デジモンユニバース アプリモンスターズ (2016年10月 - 2017年9月、全52話中7話執筆)
- TSUKIPRO THE ANIMATION (2017年10月 - 12月、全13話中2話執筆)
- かくりよの宿飯 (2018年4月 - 9月、全26話中9話執筆)
- 若おかみは小学生! (2018年4月 - 9月、全24話中6話執筆)
- スター☆トゥインクルプリキュア (2019年2月 - 2020年1月、全49話中5話執筆)
- ラブオールプレー (2022年4月 - 9月、全24話中2話執筆)
- お兄ちゃんはおしまい! (2023年1月 - 3月、全12話中5話執筆)
- ぷにるはかわいいスライム (2024年10月 - )[1]
- 瑠璃の宝石 (2025年7月 - 、)

### 作詞
- 「東京ハッスル男」（「こち亀」挿入歌）
- 「貧ちゃんの歌」（「おじゃる丸」エンディング曲）
- 「ヤムヤムキャベツアー」（クッキンアイドル挿入歌）歌/福原遥 ほか